# Psychonotis hymetus
Psychonotis hymetus är en fjärilsart som beskrevs av Felder 1860. Psychonotis hymetus ingår i släktet Psychonotis och familjen juvelvingar. Inga underarter finns listade.